# Campeonato Mundial de Atletismo de 2013 - 20 km marcha atlética feminina
A marcha atlética feminina de 20 km do Campeonato Mundial de Atletismo de 2013 foi disputada no dia 13 de agosto  nas ruas de Moscou. 

## Recordes
| Tipo                  | Atleta            | Tempo   | Local     | Data                 | Ref |
| --------------------- | ----------------- | ------- | --------- | -------------------- | --- |
|                       | lena Lashmanova   | 1:25:02 | Londres   | 11 de agosto de 2012 | ver |
| Recorde do campeonato | Olimpiada Ivanova | 1:25:41 | Helsinque | 7 de agosto de 2005  | ver |

## Medalhistas
| Ouro           | Prata              | Bronze              |
| Liu Hong (CHN) | Sun Huanhuan (CHN) | Elisa Rigaudo (ITA) |

## Cronograma
| Data         | Hora  | Evento |
| ------------ | ----- | ------ |
| 13 de agosto | 09:35 | Final  |

O horário é local (UTC +4)

## Resultado

### Final
A corrida teve início às 07:35. 
| Classificação     | Atleta                | Nacionalidade  | Tempo   | Nota       |
| ----------------- | --------------------- | -------------- | ------- | ---------- |
| Medalha de ouro   | Liu Hong              | China          | 1:28:10 |            |
| Medalha de prata  | Sun Huanhuan          | China          | 1:28:32 |            |
| Medalha de bronze | Elisa Rigaudo         | Itália         | 1:28:41 | SB         |
| 4                 | Beatriz Pascual       | Espanha        | 1:29:00 | SB         |
| 5                 | Anežka Drahotová      | Chéquia        | 1:29:05 | PB         |
| 6                 | Ana Cabecinha         | Portugal       | 1:29:17 | SB         |
| 7                 | Júlia Takács          | Espanha        | 1:29:25 |            |
| 8                 | Eleonora Anna Giorgi  | Itália         | 1:30:01 | SB         |
| 9                 | Inês Henriques        | Portugal       | 1:30:28 |            |
| 10                | Lyudmyla Olyanovska   | Ucrânia        | 1:30:48 |            |
| 11                | Antonella Palmisano   | Itália         | 1:30:50 | PB         |
| 12                | Mayra Herrera         | Guatemala      | 1:30:59 | PB         |
| 13                | Qieyang Shenjie       | China          | 1:31:15 |            |
| 14                | Hanna Drabenia        | Bielorrússia   | 1:31:16 |            |
| 15                | Vera Santos           | Portugal       | 1:31:36 |            |
| 16                | Lorena Luaces         | Espanha        | 1:31:43 | SB         |
| 17                | Olena Shumkina        | Ucrânia        | 1:31:54 | SB         |
| 18                | Brigita Virbalyté     | Lituânia       | 1:31:58 |            |
| 19                | Kristina Saltanovič   | Lituânia       | 1:32:11 | SB         |
| 20                | Sandra Arenas         | Colômbia       | 1:32:25 | NR         |
| 21                | Agnese Pastare        | Letônia        | 1:32:30 | SB         |
| 22                | Nastassia Yatsevich   | Bielorrússia   | 1:32:31 | SB         |
| 23                | Yanelli Caballero     | México         | 1:32:37 |            |
| 24                | Kumi Otoshi           | Japão          | 1:32:44 |            |
| 25                | Paola Pérez           | Equador        | 1:33:03 |            |
| 26                | Masumi Fuchise        | Japão          | 1:33:13 | SB         |
| 27                | Paulina Buziak        | Polónia        | 1:33:30 |            |
| 28                | Laura Reynolds        | Irlanda        | 1:33:39 |            |
| 29                | Antigóni Drisbióti    | Grécia         | 1:33:42 | PB         |
| 30                | Sandra Galvis         | Colômbia       | 1:33:49 | SB         |
| 31                | Maria Michta          | Estados Unidos | 1:33:51 | SB         |
| 32                | Kimberly García       | Peru           | 1:33:57 | NR         |
| 33                | Laura Polli           | Suíça          | 1:34:07 | PB         |
| 34                | Viktória Madarász     | Hungria        | 1:34:10 | SB         |
| 35                | Galina Kichigina      | Cazaquistão    | 1:34:18 |            |
| 36                | Khushbir Kaur         | Índia          | 1:34:28 | NR         |
| 37                | Jeon Yeong-Eun        | Coreia do Sul  | 1:34:29 | SB         |
| 38                | Neringa Aidietytė     | Lituânia       | 1:34:32 |            |
| 39                | Anita Kažemaka        | Letônia        | 1:34:37 | SB         |
| 40                | Erin Gray             | Estados Unidos | 1:34:38 | PB         |
| 41                | Agnieszka Dygacz      | Polónia        | 1:34:42 |            |
| 42                | Tanya Holliday        | Austrália      | 1:35:18 |            |
| 43                | Wendy Cornejo         | Bolívia        | 1:36:06 |            |
| 44                | Anne Halkivaha        | Finlândia      | 1:36:17 |            |
| 45                | Nguyen Thi Thanh Phuc | Vietname       | 1:36:27 |            |
| 46                | Marie Polli           | Suíça          | 1:36:31 | SB         |
| 47                | Ángela Castro         | Bolívia        | 1:36:33 |            |
| 48                | Maria Czaková         | Eslováquia     | 1:36:34 |            |
| 49                | Monica Equihua        | México         | 1:36:46 |            |
| 50                | Katarzyna Kwoka       | Polónia        | 1:36:54 |            |
| 51                | Jess Rothwell         | Austrália      | 1:38:03 |            |
| 52                | Sholpan Kozhakhmetova | Cazaquistão    | 1:38:09 | SB         |
| 53                | Olha Iakovenko        | Ucrânia        | 1:39:58 |            |
| 54                | Lucie Pelantová       | Chéquia        | 1:40:23 |            |
| 58 !              | Miranda Melville      | Estados Unidos | DQ      |            |
| 58 !              | Mirna Ortiz           | Guatemala      | DQ      |            |
| 58 !              | Lizbeth Silva         | México         | DQ      |            |
| 58 !              | Vera Sokolova         | Rússia         | DQ      |            |
| 58 !              | Mária Gáliková        | Eslováquia     | DNF     |            |
| —                 | Elena Lašmanova       | Rússia         | 1:27:08 | DSQ Doping |
| —                 | Anisja Kirdjapkina    | Rússia         | 1:27:11 | DSQ Doping |
| —                 | Ayman Kozhakhmetova   | Cazaquistão    | 1:33:00 | DSQ Doping |

Legenda
| Recorde mundial       | Recorde mundial (World record)               |                       | Recorde africano                      | Recorde africano (African) |                                           | Q | Classificado por posição (Qualified) |
| Recorde do campeonato | Recorde do campeonato (Championship record)  | Recorde da América    | Recorde da América (Americas)         | q                          | Classificado por melhor tempo (Qualified) |   |                                      |
| Melhor marca do ano   | Melhor marca do ano (World leading)          | Recorde asiático      | Recorde asiático (Asian)              | DNS                        | Não largou (Did not start)                |   |                                      |
| Recorde nacional      | Recorde nacional (National record)           | Recorde europeu       | Recorde europeu (European)            | DNF                        | Não terminou (Did not finish)             |   |                                      |
| Recorde pessoal       | Recorde pessoal do atleta (Personal best)    | Recorde da Oceania    | Recorde da Oceania (Oceania)          | DSQ / DQ                   | Desclassificado (Disqualified)            |   |                                      |
| Recorde da temporada  | Recorde da temporada do atleta (Season best) | Recorde sul-americano | Recorde sul-americano (South America) | NM                         | Sem marca (No mark)                       |   |                                      |